# Aarel (personagem bíblico)
Aarel é mencionado na Bíblia como filho de Harum, integrante da linhagem da tribo de Judá, conforme registrado em 1 Crônicas 4:8. Sua aparição ocorre em meio à genealogia dos descendentes de Calebe, indicando sua associação às famílias do sul de Judá.

## Significado do nome
O nome Aarel é, possivelmente, derivado do hebraico Acharchel (אחרחל), sendo interpretado como “o próximo anfitrião” ou “aquele que vem depois como acolhedor”. Algumas versões da Bíblia apresentam o nome como Aareel, refletindo variantes de transliteração a partir do texto hebraico.